# Crematogaster bogojawlenskii
Crematogaster bogojawlenskii  (лат.) — вид муравьёв рода Crematogaster из подсемейства Myrmicinae (Formicidae). Кавказ (Армения, Грузия), Центральная и Средняя Азия (Иран, Казахстан, Кыргызстан, Туркмения, Узбекистан). Мелкие муравьи (рабочие имеют длину около 3 мм, матки до 6 мм), одноцветные коричневато-жёлтые. Первый членик стебелька (петиоль) прямоугольный с параллельными сторонами (вид сверху). Усики 11-члениковые (12 у самцов). Стебелёк между грудкой и брюшком состоит из двух члеников: петиолюса и постпетиолюса (последний четко отделен от брюшка), жало развито, куколки голые (без кокона). Характерна возможность откидывать брюшко на спину при распылении кислоты. Муравейники в земле. Семьи содержат одну матку (моногинные) и несколько сотен рабочих особей. Вид был впервые описан из Узбекистана в 1905 году русским мирмекологом Михаилом Дмитриевичем Рузским под первоначальным названием Crematogaster sordidula bogojawlenskii Ruzsky, 1905, долгое время смешивался с видом Crematogaster sordidula (до 1990 года рассматривался в качестве подвида или синонима).